# Smrtonosná zbraň 3
Smrtonosná zbraň 3 (v anglickém originále Lethal Weapon 3) je americká akční buddy cop komedie z roku 1992 a zároveň třetí ze čtyř dílů slavné série akčních filmů Smrtonosná zbraň režírovaný Richardem Donnerem. Ústřední dvojici detektivů LAPD Martina Riggse a Rogera Murtaugha již potřetí ztvárnili herci Mel Gibson a Danny Glover, do role extrovertního přítele protagonistů Lea Getze (který se poprvé objevil v druhém díle) se vrátil Joe Pesci. V tomto díle se vůbec poprvé objevila herečka Rene Russo, která ztělesnila novou kolegyni obou detektivů.
I přes ruzporuplné přijetí od kritiků se snímek setkal s vřelým přijetím od diváctva a s utrženými 320 miliony dolary celosvětově se stal pátým nejvýdělečnějším dílem roku 1992 a vůbec nejvýdělečnějším dílem celé akční série. Komerční úspěch snímku dal vznik Smrtonosné zbrani 4 (1998).

## Děj
Film je znám i pro svou úvodní akční sekvenci, v níž Riggs a Murtaugh nedokáží zneškodnit výbušninu umístěnou v mrakodrapu. Jedná se o poměrně častý rys akčních filmů, kdy hlavní hrdinové čelí náročnému rozhodnutí, který z barevných drátů na bombě přestřihnout. V důsledku toho jsou oba degradováni na pochůzkáře týden před Murtaughovým naplánovaným odchodem do penze.
Během jedné z pochůzek se oba policisté stanou svědky krádeže obrněného vozidla a podaří se jim zadržet jednoho ze zločinců. Poté, co vyjde najevo, že zadržený kriminálník je spolupracovník bývalého poručíka losangeleské policie Jacka Travise, jenž se nyní živí pašováním zbraní, Martin s Rogerem jsou opět povýšeni a pověřeni vystopováním Travise. K tomuto případu je jim přidělena vyšetřovatelka z oddělení vnitřních záležitostí Laura Cole, která si časem začne velmi rozumět s Riggsem. 

## Obsazení
| Mel Gibson    | Detektiv Martin Riggs   |
| Danny Glover  | Detektiv Roger Murtaugh |
| Joe Pesci     | Leo Getz                |
| Rene Russo    | Lorna Cole              |
| Stuart Wilson | Jack Travis             |
| Steve Kahan   | kapitán Murphy          |
| Alan Scarfe   | Herman Walters          |
| Nick Chinlund | Hatchett                |
| Traci Wolfe   | Rianne Murtaugh         |
| Darlene Love  | Trish Murtaugh          |

## Soundtrack
Autorem filmové hudby jsou Michael Kamen, Eric Clapton a David Sanborn. Soundtracku ovšem dominují titulní písně „It's Probably Me“ a „Runaway Train“, které byly napsány i nahrány Claptonem. Na první zmíněné spolupracoval se Stingem, na druhé se pak podílel Elton John.